# کریم طهماسبی
کریم طهماسبی (زاده ۱۳۰۷) حقوق‌دان و سیاست‌مدار ایرانی بود، که در دوره‌های بیستم و بیست‌ویکم مجلس شورای ملی ایران به‌عنوان نماینده دزفول از استان خوزستان در مجلس شورای ملی حضور داشت. وی دانش‌آموخته دکتری حقوق قضایی از دانشگاه تهران بود.